# Lamia textor
Espèce
Lamia textor, le lamie tisserand, est la seule espèce européenne appartenant au genre Lamia. C'est un gros coléoptère, xylophage, de la famille des Cerambycidae, au déplacement lent sur les arbres, parfois plus rapide au sol, qui marche beaucoup plus qu'il ne vole. Sa larve se développe dans le bois mort de certains feuillus (morts, ou partiellement morts en phase de sénescence), en y laissant des sorties de larges galeries qui sont un des signes les plus évidents de sa présence. C'est une espèce qui semble localement devenue rare (ou éteinte) de maintes régions, et considérée comme menacée.

## Description
- Taille : 15 à 32 mm
- Couleur brun de poix très foncé tirant sur le noir, mate, parfois orné sur les élytres de taches plus claires.
- La prothorax et les élytres sont d'une chitine inhabituellement dure pour un insecte
- Texture granuleuse des élytres et du pronotum (lequel est orné de deux pointes latérales)
- Longues antennes dont les articles sont nettement visibles, renflés à leur extrémité apicale.

Dimorphisme sexuel : il est beaucoup moins évident que chez d'autres grands longicornes, mais les antennes de la femelle sont légèrement plus petites : elles dépassent à peine la moitié de la taille des élytres, alors que celles du mâle atteignent une taille équivalente aux 2/3 de la longueur des élytres.
Confusion possible avec la femelle de Morimus asper

## Comportement, reproduction
Cet insecte semble fuir la lumière du jour en se cachant dans les branches, les caries des arbres ou les racines, souches, etc. Il se déplace ou vole (peu) au crépuscule.
Sa larve se développe lentement (3 ou 4 ans) dans le bois mort de certains feuillus tendres, surtout saules et peuplier tremble, en y laissant de larges galeries. L'imago émerge au printemps, assez précocement en mars-avril et peut vivre plusieurs mois (visible jusqu'en octobre, mais pouvant vivre plusieurs mois encore en captivité). Il se met en quête d'un partenaire sexuel et l'on peut voir des couples se déplacer au sol.
L'adulte semble consommer les écorces fines de petites branches vivantes ou récemment tombées (saule...).
La ponte ne nécessite pas de cassure ou blessure de l'écorce. La femelle fait des entailles superficielle dans l'écorce (Illustration)  et y pond ses œufs, facilitant la pénétration de l'écorce par la larve.

## Habitat et aire de répartition
Boisements riches en feuillus, zones humides boisées riches en saules, peupliers, la larve peut aussi vivre dans le bois d'aulne ou de bouleau.
Toute l'Europe et une partie de l'Asie, de la Sibérie au Japon. En France on le trouvait théoriquement partout, mais moins en région méditerranéenne.

## Menaces et statut de protection
Le manque de bois mort ou sénescent dans les forêts gérées semble être la première menace, comme pour tous les cérambycidés et insectes saproxylophages devenus rares. La fragmentation écologique des forêts et boisements. La pollution générale des pluies, bruines, brumes et rosées par les pesticides (insecticides en particulier) pourrait l'affecter (de même peut-être que la pollution lumineuse et les routes où il peut se faire écraser facilement).
Ce taxon est protégé ou soumis à réglementation en France (région Île-de-France), et fait partie des invertébrés strictement protégés en Wallonie (Belgique).